# Péter Márki-Zay
Dans le nom hongrois Márki-Zay Péter, le nom de famille précède le prénom, mais cet article utilise l’ordre habituel en français Péter Márki-Zay, où le prénom précède le nom.
Péter Márki-Zay, en hongrois Márki-Zay Péter (abrégé en MZP, prononcé en hongrois : [ˈmaːɾkiˌzɒi̯i ˈpeːtɛɾ]), né le 9 mai 1972 à Hódmezővásárhely, est un homme politique hongrois, économiste, spécialiste en marketing et ingénieur électricien. Il est maire de Hódmezővásárhely depuis 2018. 
Il est le président fondateur du mouvement La Hongrie de tous (en hongrois : Mindenki Magyarországa Mozgalom, MMM). En troisième position au premier tour des primaires de l'opposition de 2021 en Hongrie, il est vainqueur du second tour, et par conséquent candidat commun de l'opposition au poste de Premier ministre aux élections législatives hongroises de 2022, où sa coalition sera finalement largement battue par celle du premier ministre sortant, Viktor Orbán.

## Origines
Il naît à Hódmezővásárhely dans une famille conservatrice et religieuse d'origine noble. Le nom de famille Márki-Zay est utilisé pour la première fois par Lajos Zay (1885-1962), sténographe parlementaire, adopté par le notaire János Márki et sa femme. En vertu de l'accord d'adoption, Lajos Zay et ses descendants accèdent à la noblesse le 15 juin 1917 et reçoivent l'autorisation ministérielle d'utiliser le complément de nom « de Sarkad » (sarkadi) et le double nom de famille Márki-Zay. Le Dr Lajos Márki-Zay de Sarkad travaille ensuite comme conseiller parlementaire et chef de bureau parlementaire.
Sa mère est chimiste, et est de Hódmezővásárhely ; son père est professeur de physique, et a déménagé de Gyula à Hódmezővásárhely. Son arrière-grand-père était directeur du lycée réformé de Hódmezővásárhely,. Il a deux frères.

## Biographie
Il suit pendant sa scolarité des cours d'éducation religieuse, multipliant aussi les sorties, tant dans des cercles protestants que catholiques.
Il termine ses études secondaires au lycée Gábor Bethlen, obtenant son baccalauréat en 1990, avant de rejoindre l'école supérieure de commerce et d'hôtellerie (Kereskedelmi és Vendéglátóipari Főiskola), dont il sort diplômé en marketing en 1993. Il poursuit ses études à l'université de sciences économiques de Budapest (Budapesti Közgazdaságtudományi Egyetem), où il obtient une spécialisation en économie en 1996. Enfin, il termine son cursus à l'école technique supérieure de Budapest (Budapesti Műszaki Főiskola) en 2001 avec un diplôme d'ingénieur électricien. De 2000 à 2005, il étudie l'histoire économique à l'université catholique Péter-Pázmány, où il obtient son doctorat en 2006.
De 1996 à 2004, il travaille chez Démász, alors propriété d'EDF, puis chez Kontavill-Legrand, à des postes de service client, commercial ou responsable marketing,. En 2004, il s'installe au Canada avec sa femme et leurs cinq enfants. Pendant quelques mois, il est vendeur en porte-à-porte pour une compagnie de téléphone, puis travaille au service marketing à la division canadienne de Carquest Products, Inc., marchand de pièces automobiles. Après environ deux ans et demi, il s'installe aux États-Unis en Indiana, où il continue de travailler pour Carquest. De 2008 à 2009, il est membre du conseil de surveillance de l'organisation régionale du développement économique et du travail, Eastern Indiana Regional Workforce Board. Après un séjour de cinq ans à l'étranger, il revient à Hódmezővásárhely en 2009 avec ses sept enfants.
De retour en Hongrie, il obtient un emploi auprès du service d'électricité de Szeged, où il est d'abord affecté à la planification stratégique puis à la direction du service client. Il est membre de l'Association hongroise de génie électrique (Magyar Elektrotechnikai Egyesület) depuis 2010. D'avril 2016 à décembre 2017, il est responsable marketing et logistique domestique de Legrand Hongrie Zrt. Jusqu'en 2014, il enseigne le marketing à but non lucratif et le marketing d'entreprise à l'université de Szeged.

### Compétences linguistiques
Péter Márki-Zay est titulaire d'un diplôme de langue avancé professionnel en anglais et en allemand, d'un diplôme de langue avancé DELF DALF en français, et d'un baccalauréat avec examen de langue de base (noté 5 = jeles « très bien ») en russe. Il a également étudié l'espagnol pendant trois ans, et a vécu en Finlande pendant cinq mois, où il s'est familiarisé avec le finnois.

## Carrière politique

### Conquête de la mairie de Hódmezővásárhely
Il milite dans les années 2000 au Fidesz de Viktor Orbán mais quitte le parti en s'opposant localement à Janos Lazar, un proche de Viktor Orban, qui dirige la ville de Hódmezővásárhely de 2002 à 2012, ainsi que les affaires de la région et le groupe du Fidesz à l'Assemblée. 
En 2018, en tant que dirigeant laïc de la paroisse catholique Saint-Étienne de Hódmezővásárhely et avec le soutien des partis d'opposition, il se présente comme indépendant à l'élection municipale anticipée de Hódmezővásárhely, organisée à la suite du décès du maire István Almási en novembre 2017. Son slogan de campagne est une citation du poète Petőfi, Azért a víz az úr (« Le maître c'est quand même l'eau » bien que la galère soit au-dessus), qui évoque le rapport entre le peuple révolté et le gouvernement, initialement dans le contexte de la révolution de 1848. Dans une interview en janvier 2018, il déclare être un ancien électeur du Fidesz déçu, qui en tant que partisan des valeurs chrétiennes ne s'est jamais identifié ni à la gauche ni au Jobbik. Néanmoins, tous les partis de gauche soutiennent sa campagne et, après les élections, il reconnaît que le président local du Jobbik lui avait demandé de se présenter, et il s'est également avéré que sa campagne avait été soutenue par Gábor Szabó, le président de ce parti.
Il subit de constantes pressions de la part du pouvoir : « Un ami au Fidesz m'a prévenu qu'on me ferait virer de mon travail et que l'on s'en prendrait aussi à ma famille. », explique-t-il. De fait, il est licencié de son emploi de cadre chez Legrand. Il est également confronté pendant la campagne à des calomnies, des menaces et se voit refuser la possibilité de louer des salles de réunion. Lui base sa campagne sur le rejet de la corruption des autorités locales.
N'ayant pas la possibilité de s'exprimer dans la presse locale et, dans plusieurs cas, n'ayant pas obtenu de lieu pour ses événements, il poursuit sa campagne d'une façon indépendante principalement sur Facebook et avec des prospectus. Pendant la campagne, le curé de sa propre paroisse se prononce publiquement contre lui, sa collecte de soutiens est perturbée, des caméras de surveillance gardent la rue de sa résidence (bien que selon la mairie, des caméras y soient normalement prévues), et ses opposants lui attribuent des déclarations mensongères (il fermerait l'hôpital, construirait une mosquée...),. Quelques jours avant les élections, un prospectus envoyé à chaque foyer donne une liste nominative de personnes qui le soutiennent.
Le 25 février 2018, il remporte l'élection municipale avec le soutien des partis d'opposition, par 13 076 voix (57,49 %). Il devient ainsi le premier maire de la ville depuis la chute du communisme à ne pas être issu des partis Fidesz et KDNP qui constituent la coalition gouvernementale depuis 2010.

### Maire de Hódmezővásárhely
Son investiture comme maire a lieu le 3 mars 2018,. Il demande à Andrea Kis, membre du conseil municipal et présidente locale du parti socialiste hongrois, d'être adjointe au maire, et celle-ci est élue par le conseil municipal. Il promet de lutter pour la transparence démocratique, et rend publics les dons aux clubs de sport déduits de l'impôt sur les sociétés (társasági adó és osztalékadó, TAO). Il dénonce une situation financière de la ville au moment de son investiture bien différente des 3 milliards de forints d'économies annoncés pendant la campagne par l'adjoint au maire sortant Zoltán Hegedűs : Péter Márki-Zay indique être confronté à une dette de plus de 4 milliards de forints,, de sorte que la réduction de la taxe sur le bâti ne pourra pas encore être réalisée en 2018. Il met également en cause les très nombreuses heures supplémentaires impayées laissées par la municipalité précédente.
Cependant, le nouveau maire est souvent au centre de controverses. L'une des premières mesures qu'il prend est de placer à l'entrée de sa mairie un tableau « compteur de migrants » comparant le nombre de ceux accueillis en Hongrie par Viktor Orbán (2300 réfugiés et près de 20 000 passeports dorés) et par George Soros (aucun), que la commission électorale locale a rapidement jugé être en violation de la loi sur la procédure électorale et qui a donc dû être retiré. Peu de temps après son investiture, l'Autorité nationale de la protection des données et de la liberté d'information lance une procédure d'enquête car il a secrètement enregistré ses conversations avec le personnel de la mairie et des personnes extérieures. Le maire affirme avoir demandé le consentement des personnes concernées. Il est aussi condamné plusieurs fois à des amendes pour diffamation.
Son élection ayant montré selon lui qu'il faut encourager l'union de l'opposition et renforcer la démocratie participative, il fonde en novembre 2018 le mouvement « La Hongrie de tous » (Mindenki Magyarországa Mozgalom, MMM) dont il est le président.
Aux élections municipales du 13 octobre 2019, il conserve son poste de maire avec 13 478 voix, soit 57,3 % des suffrages, en battant István Grezsa, le candidat soutenu par le Fidesz et le KDNP.
Selon le site Internet Ígéretfigyelő (« Observateur des promesses »), en mai 2021, 40 des 55 promesses annoncées par le maire ont été pleinement mises en œuvre et 5 sont en cours de réalisation.

### Candidat au poste de Premier ministre
Péter Márki-Zay se présente à la primaire de l'opposition hongroise en 2021 en tant que candidat au poste de Premier ministre, et également en tant que candidat individuel de la circonscription de Hódmezővásárhely-Makó. Dépassant le minimum requis de 20 000 signatures de soutien pour devenir candidat officiel de l'opposition au poste de Premier ministre, il recueille 33 540 signatures. Il reçoit le soutien de József Pálinkás après l'échec de ce dernier à atteindre le quota nécessaire. Au premier tour, qui se tient du 18 au 28 septembre, il recueille 126 628 voix, soit 20,40 %, et termine ainsi troisième derrière Klára Dobrev (34,84 %) et Gergely Karácsony (27,30 %). Dans la circonscription de Hódmezővásárhely-Makó, c'est avec 5 070 voix, soit 81,67 % qu'il obtient contre Tamás Mucsi, proposé par la Coalition démocratique, le droit de se présenter comme candidat de l'opposition. Le 7 octobre, András Fekete-Győr, président de Momentum, et Anna Orosz, vice-présidente de Momentum, annoncent lors d'une conférence de presse sur la place Kossuth que leur parti soutient Péter Márki-Zay au deuxième tour du vote pour le candidat de l'opposition au poste de Premier ministre. Le 8 octobre, Gergely Karácsony, maire de Budapest, annonce sur la place Kossuth qu'il se mettra en retrait avant le deuxième tour de la primaire et se rangera derrière Péter Márki-Zay. Lors de la même conférence de presse, Péter Marki-Zay indique avoir adhéré au Mouvement 99 fondé par Gergely Karácsony.
Péter Márki-Zay remporte finalement le deuxième tour de la primaire avec 56,71 % des voix (371 560 voix) contre Klára Dobrev, et ce sera donc lui le candidat de l'opposition unie aux élections législatives de 2022 face à Viktor Orbán,,,.
Le 13 décembre 2021, à l'occasion d'une réunion des dirigeants du groupe de Visegrád à Budapest, le président français Emmanuel Macron rencontre également Péter Márki-Zay.
Durant l'invasion de l'Ukraine par la Russie en 2022, Péter Márki-Zay dénonce les « relations privilégiées du premier ministre [Viktor Orbán] avec Moscou ».
Sa coalition est finalement largement battue par celle du premier ministre sortant, Viktor Orbán. Des observateurs internationaux estiment que le scrutin qui a donné la victoire à ce dernier a été influencé par une « couverture biaisée et déséquilibrée ». La défaite de la coalition s'explique aussi par le manque de cohésion des partis la composant, les gaffes et déclarations provocatrices de Péter Márki-Zay, le ralliement de l'électorat traditionnel du Jobbik au parti fascisant Notre patrie et le peu d'attention accordée aux sujets sociaux.

#### Prises de position
Il se définit comme un « candidat de droite, chrétien et conservateur ». Lors d'un meeting politique en 2021, affirmant être le candidat le plus acceptable pour tous, il ajoute : « Jésus-Christ aussi était un homme de gauche ». Il est favorable à un renforcement des liens avec l’Union européenne et à la participation au Parquet européen, et vise une entrée de la Hongrie dans la zone euro. Il est favorable au maintien de la Hongrie dans l'OTAN. Il déclare que, s'il gagne les élections législatives en avril 2022, il soumettra à référendum une nouvelle constitution afin de rétablir la démocratie, la liberté de la presse et l'État de droit, et légalisera le mariage homosexuel ; il affirme même ne pas avoir besoin pour cela de la majorité des deux tiers à l'Assemblée nationale nécessaire à une modification de la constitution, puisque selon lui les changements constitutionnels assurant au Fidesz un exercice exclusif du pouvoir prohibé par la constitution sont constitutionnellement invalides,, ce qui est cependant très contestable en droit constitutionnel.
Perçu comme néolibéral sur les questions économiques, il s'oppose à l’augmentation du salaire minimum, estimant que le marché serait capable de réguler les rémunérations, et à une réforme du système fiscal. Dans un entretien donné à la presse en novembre 2021, il explique que « pour l’instant, il est dans l’intérêt de la Hongrie d’être un paradis fiscal », avec une imposition sur les sociétés de 9 %.
Concernant les questions sociétales, il attaque Viktor Orbán pour ses mesures jugées liberticides, et tente de retourner contre lui les préjugés xénophobes et homophobes. Il accuse le premier ministre « d’organiser l’immigration » et affirme que c’était « au Fidesz », le parti au pouvoir, « qu’on trouve le plus de personnes gays », laissant également entendre que le fils d’Orban partageait cette orientation sexuelle.

## Vie privée
Il s'est marié en 1994. Sa femme Felícia Lilla Vincze a un diplôme universitaire en physique, et est sage-femme et doula (assistante périnatale). En 2021, elle gagne un procès contre plusieurs médias pro-gouvernementaux pour diffamation concernant sa pratique professionnelle de sage-femme,.
Ils ont sept enfants : Ferenc (1996), Lilla (1997), Teodóra (1998), Gellért (2000), Emma (2003), Lóránt (2005), Pál (2009). La famille est catholique pratiquante.
Péter Márki-Zay a la double nationalité hongroise et canadienne.